# Tharra crenulata
Tharra crenulata är en insektsart som beskrevs av Nielson 1975. Tharra crenulata ingår i släktet Tharra och familjen dvärgstritar. Inga underarter finns listade i Catalogue of Life.